# Hørby (Mariagerfjord Kommune)
 For alternative betydninger, se Hørby. (Se også artikler, som begynder med Hørby)
Hørby er en landsby i det sydlige Himmerland med 223 indbyggere  (2024). Hørby er beliggende 3 kilometer vest for Hobro nær Nordjyske Motorvej.
Landsbyen ligger i Region Nordjylland og hører til Mariagerfjord Kommune. Hørby er beliggende i Hørby Sogn.

## Om landsbyen
I landsbyen ligger bl.a. Hørby Kirke og Hørby Forsamlingshus.